# Campeonato Alagoano de Futebol de 2020
O Campeonato Alagoano de Futebol de 2020 ou Alagoano Smile 2020, por motivos de patrocínio foi a 90° edição do campeonato profissional de clubes de futebol do estado de Alagoas. Os três primeiros colocados disputarão a Copa do Brasil de Futebol de 2021.
Devido à pandemia de COVID-19, a Federação Alagoana de Futebol atendeu uma recomendação do governador do estado Renan Filho, e em 16 de março, suspendeu o campeonato por 15 dias, com possibilidade de prorrogação deste prazo.e após reunião entre federação alagoana e clubes o campeonato foi retomado no dia 29 de julho e com mudanças no regulamento,inclusive sem rebaixamento,
O CRB foi o campeão.

## Regulamento
A competição com 8 (oito) participantes teve início em janeiro e término previsto para abril de 2020. O Campeonato Alagoano 2020 está sendo disputado em três fases distintas, a saber: Primeira Fase, Fase Semifinal e Fase Final  Na Primeira Fase, as oito Entidades de Prática jogando em turno único.

## Equipes participantes

### Promovidos e rebaixados
| Pos. | Rebaixados da Primeira Divisão de 2019 |
| ---- | -------------------------------------- |
| 8º   | Dimensão Capela                        |

| Pos. | Promovido da Segunda Divisão de 2019 |
| ---- | ------------------------------------ |
| 1º   | CSE                                  |

### Informações das equipes
| Aumento | Equipe promovida da Segunda Divisão de 2019 |

## Primeira Fase
| 1 | CRB      | 13 | 7 | 4 | 1 | 2 | 12 | 7  | +5 | 62 |
| 2 | CSA      | 13 | 7 | 4 | 1 | 2 | 10 | 6  | +4 | 62 |
| 3 | Murici   | 13 | 7 | 3 | 3 | 1 | 8  | 5  | +3 | 62 |
| 4 | ASA      | 10 | 7 | 3 | 1 | 3 | 6  | 8  | –2 | 47 |
| 5 | Coruripe | 9  | 7 | 2 | 3 | 2 | 5  | 10 | –5 | 43 |
| 6 | CEO      | 8  | 7 | 2 | 1 | 4 | 5  | 6  | –1 | 38 |
| 7 | CSE      | 7  | 7 | 1 | 4 | 3 | 7  | 9  | –2 | 33 |
| 8 | Jacyobá  | 2  | 7 | 0 | 2 | 5 | 5  | 10 | –5 | 9  |

|  |                                         |
|  | Classificados para a Fase Final         |
|  | Mantidos no Primeira Divisão de 2021    |
|  | Rebaixados para Segunda Divisão de 2020 |

| ASA      | —     | 2 – 1 |       | 2 – 0 |       |       |       | 0 – 1 |
| CEO      |       | —     |       | 0 – 1 | 2 – 0 |       |       | 0 – 0 |
| CRB      | 4 – 0 | 2 – 0 | —     |       |       | 3 – 0 |       | 0 – 1 |
| CSA      |       |       | 1 – 0 | —     | 1 – 1 | 4 – 0 | 3 – 2 |       |
| CSE      | 1 – 2 |       | 1 – 1 |       | —     |       | 1 – 0 |       |
| Coruripe | 1 – 0 | 1 – 1 |       |       | 1 – 1 | —     | 1 – 0 |       |
| Jacyobá  | 0 – 0 | 0 – 1 | 1 – 2 |       |       |       | —     | 2 – 2 |
| Murici   |       |       |       | 1 – 0 | 2 – 2 | 1 – 1 |       | —     |

#### Rodadas na liderança e Lanterna
Em negrito, os clubes que mais permaneceram na liderança.
| Liderança | Liderança | Liderança | Liderança | Liderança | Liderança | Liderança |
| --------- | --------- | --------- | --------- | --------- | --------- | --------- |
| 1         | 2         | 3         | 4         | 5         | 6         | 7         |
| CSA       | CSA       | CSA       | MURICI    | MURICI    | CRB       | CRB       |
| Lanterna  |           |           |           |           |           |           |
| 1         | 2         | 3         | 4         | 5         | 6         | 7         |
| CRB       | CEO       | CEO       | JACYOBÁ   | JACYOBÁ   | JACYOBÁ   | JACYOBÁ   |

## Fase Final
Em itálico, os times que possuem o mando de campo do confronto e em negrito os times classificados.
|  | Semifinais | Semifinais | Semifinais |   |  | Final | Final | Final |
|  |            |            |            |   |  |       |       |       |
|  | 1          | CRB        | 0 (3)      |   |  |       |       |       |
|  | 4          | ASA        | 0 (1)      |   |  |       |       |       |
|  |            |            |            |   |  | CRB   | 1     |       |
|  |            |            | CSA        | 0 |  |       |       |       |
|  | 2          | CSA        | 4          |   |  |       |       |       |
|  | 3          | Murici     | 0          |   |  |       |       |       |

### Final
| 5 de agosto | CSA | 0 – 1      | CRB        | Estádio Rei Pelé, Maceió                                    |
| 21:00       |     | Súmula FAF | 45+1' Igor | Público: Portões fechados Árbitro: AL Denis Ribeiro Serafim |

| CSA | CRB |

### Terceiro lugar
| Equipe 1 | Resultado | Equipe 2 |
| -------- | --------- | -------- |
| Murici   | 2 – 0     | ASA      |

## Premiação
| Campeonato Alagoano de 2020 |
| Alagoas                     |
| --------------------------- |
| CRB Campeão (31.º título)   |

## Artilharia
Atualizado em 25 de janeiro
| Gols | Jogador       | Time     |
| ---- | ------------- | -------- |
| 1    | Bilu          | CSA      |
| 1    | Júnior Santos | CSE      |
| 1    | Palhinha      | Coruripe |

## Públicos

### Média
As médias de público são calculadas manualmente, levando-se em conta o relatório oficial emitido pela FAF, disponíveis no site oficial.

Atualizado em 10 de abril de 2020
| Pos. | Time     | Média | Total  | Mandos | Maior | Menor | Arrecadação  | Ticket Médio |
| ---- | -------- | ----- | ------ | ------ | ----- | ----- | ------------ | ------------ |
| 1    | CSA      | 3 971 | 11 914 | 3      | 5 235 | 3 052 | R$ 97 579,00 | R$ 8,19      |
| 2    | CRB      | 1 338 | 4 015  | 3      | 1 885 | 839   | R$ 47 351,00 | R$ 11,79     |
| 3    | ASA      | 917   | 1 834  | 2      | 970   | 864   | R$ 19 868,00 | R$ 10,83     |
| 4    | CEO      | 705   | 1 410  | 2      | 902   | 508   | R$ 27 080,00 | R$ 19,20     |
| 5    | CSE      | 579   | 1 159  | 2      | 681   | 478   | R$ 16 400,00 | R$ 14,15     |
| 6    | Murici   | 555   | 1 667  | 3      | 723   | 350   | R$ 11 722,50 | R$ 7,03      |
| 7    | Coruripe | 216   | 648    | 3      | 333   | 113   | R$ 7 256,00  | R$ 11,19     |
| 8    | Jacyobá  | 160   | 481    | 3      | 237   | 102   | R$ 6 270,00  | R$ 13,03     |

## Técnicos
| Equipe   | Técnico                                                               |
| -------- | --------------------------------------------------------------------- |
| ASA      | Maurílio Silva (1ª—5ª) Lorival dos Santos (Amistoso) Leo Goiano (6ª—) |
| CEO      | Alisson Dantas (1ª—)                                                  |
| Coruripe | Joécio Barbosa (1ª—)                                                  |
| CRB      | Marcelo Cabo (1ª—)                                                    |
| CSA      | Maurício Barbieri (1ª—2ª) Eduardo Baptista (3ª—)                      |
| CSE      | Jaelson Marcelino (1ª—)                                               |
| Jacyobá  | Edílson Santos (1ª—3ª) Betão Caetano (4ª—5ª) Distéfano Brandão (6ª—)  |
| Murici   | Elenilson Santos (1ª—)                                                |

### Mudança de Técnicos
| Clube   | Antecessor         | Motivo    | Data            | Última partida                 | Rod | Pos | Sucessor           | Ref.                        |
| ------- | ------------------ | --------- | --------------- | ------------------------------ | --- | --- | ------------------ | --------------------------- |
| CSA     | Maurício Barbieri  | Demitido  | 10 de fevereiro | CRB 1-1 CSA (Copa do Nordeste) | 2ª  | 1°  | Eduardo Baptista   | [ 7 ] [ 8 ]                 |
| Jacyobá | Edílson Santos     | Demitido  | 12 de fevereiro | Jacyobá 2-2 Murici             | 3ª  | 6°  | Betão Caetano      | [ 9 ]                       |
| ASA     | Maurílio Silva     | Demitido  | 1 de março      | ASA 0-1 Murici                 | 5ª  | 7°  | Lorival dos Santos | [ 10 ] [ 11 ] [ 12 ]        |
| ASA     | Lorival dos Santos | Resignado | 11 de julho     | ASA 0-0 Coruripe (Amistoso)    | 5ª  | 7°  | Leo Goiano         | [ 13 ] [ 14 ] [ 15 ] [ 16 ] |
| Jacyobá | Betão Caetano      | Demitido  | 11 de julho     | CSE 1-0 Jacyobá                | 5ª  | 8°  | Distéfano Brandão  | [ 13 ] [ 14 ]               |